# Hans Honigmann
Hans D.S. Honigmann (* 5. Juli 1891 in Breslau; † 17. November 1943 in Glasgow) war ein deutscher Zoologe.

## Leben und Wirken
Honigmann war ein Bruder des Byzantinisten Ernst Honigmann. Er wuchs in Breslau auf, wo er das Johannes-Gymnasium besuchte.
Nach dem Abitur studierte er ab 1910 Zoologie, Physik und Philosophie in Breslau und Heidelberg. 1916 promovierte er in Breslau unter Willy Kükenthal mit einer Arbeit über den Primordialschädel des Buckelwals zum Dr. rer. nat.
Aus dem Militärdienst im Ersten Weltkrieg wurde Honigmann Ende 1918 schwerverwundet entlassen. Zur Annahme der ihm angebotenen Direktorenstelle im Zoo Posen konnte er sich nicht entschließen. Stattdessen begann er 1918 ein Zweitstudium im Fach Medizin, dass er 1921 mit der Promotion abschloss. Zur Facharztausbildung für Innere Krankheiten blieb Honigmann zunächst als Assistent an der Universitätsklinik in Breslau. Im Anschluss praktizierte er für zwei Jahre als Arzt, bevor er 1927 als Assistent an den Zoo Breslau wechselte.
Im März 1929 wurde Honigmann zum Direktor des Breslauer Zoos ernannt. Diese Stellung behielt er bis zum 1. Mai 1935 bei, als er gemäß den Bestimmungen des Berufsbeamtengesetzes aufgrund seiner jüdischen Herkunft entlassen wurde.
1935 emigrierte Honigmann auf Einladung von Julian Huxley nach England, wo er in London etwa 18 Monate wissenschaftlich arbeitete. 1937 nahm er die Tätigkeit eines wissenschaftlichen Beraters für den neu gegründeten Dudley Zoo auf. Mit Ausbruch des Zweiten Weltkriegs verlor er diese Beschäftigung. Als Naturkundelehrer an der Blundell’s School in Tiverton/Devonshire wurde er schließlich interniert.
1940 folgte Honigmann einer Einladung des Regius Professor of Zoology, Edward Hindle, an die zoologische Abteilung der Universität Glasgow, wo er erneut wissenschaftlich arbeiten konnte.
Von den nationalsozialistischen Polizeiorganen wurde Honigmann derweil nach seiner Emigration als Staatsfeind eingestuft: Im Frühjahr 1940 setzte das Reichssicherheitshauptamt in Berlin ihn auf die Sonderfahndungsliste G.B., ein Verzeichnis von Personen, die im Falle einer erfolgreichen deutschen Invasion Großbritanniens durch die Sonderkommandos der SS-Einsatzgruppen mit besonderer Priorität ausfindig gemacht und verhaftet werden sollten.
Honigmann starb im November 1943 infolge einer bakteriellen Infektion nach mehreren Schlaganfällen. Er war seit 1914/15 chronisch herzkrank gewesen.

## Familie
Honigmann war verheiratet. Sein Sohn ist der Anglist Ernst A. J. Honigmann.

## Schriften (Auswahl)
- Der Primordialschädel des Buckelwals. Breslau 1916 (= Dissertation phil.) = Bau und Entwickelung des Knorpelschädels vom Buckelwal. (= Zoologica 27, 2 = 69.) Schweigerbart, Stuttgart 1917.
- Parasitäre Flagellaten in der menschlichen Lunge. Breslau 1921 (= Dissertation med.).

## Ehrungen
Hans Honigmann war Ehrenmitglied der New York Zoological Society.